# Анатолиј Фирсов
Анатолиј Васиљевич Фирсов (рус. Анатолий Васильевич Фирсов; Москва, 1. фебруар 1941 − Химки, 24. јул 2000) био је совјетски и руски хокејаш на леду и хокејашки тренер, троструки олимпијски и вишеструки светски првак и један од најбољих светских хокејаша свих времена. Као играч играо је на позицијама левокрилног нападача и центра. Заслужни је мајстор спорта Совјетског Савеза од 1964, члан Куће славних ИИХФ-а и Куће славних руског и совјетског хокеја од 1998. године и члан Комунистичке партије Совјетског Савеза од 1968. године.
Године 1977. дипломирао је на Московској државној академији за физичку културу („МОГИФК”) где је стекао званично знање хокејашког тренера.

## Биографија
Као дечак Анатолиј је прво тренирао бенди, а хокејом је почео да се бави тек када је имао 15 година. Године 1958. започео је са такмичарским хокејом након што је постао играч московског Спартака. У Спартаку је провео прве четири сезоне, а након тога прелази у редове тада највећег совјетског клуба московског ЦСКА у коме је доживео највеће успехе у каријери. Играјући за популарне Армејце Фирсов је освојио чак 9 титула националног првака, уз још пет титула победника националног купа и 6 трофеја намењених победнику Купа европских шампиона. У три наврата, у сезонама 1967/68, 1968/69. и 1970/71. проглашаван је за најбољег совјетског играча. У првенствима Совјетског Савеза одиграо је укупно 474 утакмице уз учинак од 346 постигнутих голова. 
Био је стандардни члан сениорске репрезентације Совјетског Савеза за коју је константно играо од 1964. до 1972. и у том периоду наступио је на 3 олимпијска турнира и на 6 светских првенстава. На сваком од тих такмичења Фирсов је освојао златне медаље. На ЗОИ 1964. у Инзбруку уврштен је у идеалну поставу олимпијског турнира, а припала су му и појединачна признања за најбољег нападача, за најбољег стрелца и за најефикаснијег играча турнира. На чак 5 светских првенстава уврштаван је у идеалну поставу шампионата, а на СП 1967. проглашен је и за најбољег играча целог турнира. На светским првенствима и олимпијским играма одиграо је укупно 67 утакмица и постигао 66 голова. 
Непосредно пред крај играчке каријере започео је да ради као помоћни тренер-играч у ЦСКА и тај посао је обављао све до 1977. године када је постављен на место селектора совјетске јуниорске репрезентације (играчи до 18 година) са којом је исте године као тренер освојио бронзану медаљу на светском првенству. Након тога је три сезоне радио као главни тренер у пољској Легији из Варшаве, а потом је све до смрти радио као тренер у дечијим хокејашким камповима. Године 1998. уврштен је у Кућу славних ИИХФ-а.